# Тихомиров, Павел Георгиевич
Павел Георгиевич Тихомиров — советский военный деятель, генерал-майор (04.06.1940).

## Биография
Родился в 1899 году. Член КПСС с 1919 года.
С 1918 года — на военной службе. В 1918—1960 гг. — участник Гражданской войны, командующий и штабной работник в Рабоче-Крестьянской Красной Армии, участник советско-финляндской войны, начальник оперативного отдела армии, участник Великой Отечественной войны, начальник оперативного отдела Ленинградского военного округа, начальник штаба 43-й армии, начальник штаба 21-й армии, начальник штаба 42-й армии, и. о. начальника штаба Ленинградского военного округа, начальник НИО Военной Академии Генштаба ВС СССР.
Умер в Москве в 1968 году.